# Список эпизодов телесериала «Моцарт в джунглях»
Список эпизодов американского комедийно-драматического сериала «Моцарт в джунглях», созданный Романом Копполой, Джейсоном Шварцманом и Алексом Тимберсоном на основе мемуаров Блэр Тиндел «Моцарт в джунглях: Секс, наркотики и классическая музыка» (англ. Mozart in the Jungle: Sex, Drugs, and Classical Music). В центре сюжета находится закулисная жизнь Нью-Йоркского филармонического оркестра. В сериале снялись звезда Бродвея Бернадетт Питерс, Малкольм Макдауэлл и Гаэль Гарсиа Берналь в роли Родриго, беллетризованной версии дирижёра Густаво Дудамеля.

## Обзор
| Сезон | Сезон | Эпизоды | Оригинальная дата показа | Оригинальная дата показа |
| Сезон | Сезон | Эпизоды | Премьера сезона          | Финал сезона             |
| ----- | ----- | ------- | ------------------------ | ------------------------ |
|       | 1     | 10      | 6 февраля 2014           | 23 декабря 2014          |
|       | 2     | 10      | 30 декабря 2015          | 30 декабря 2015          |
|       | 3     | 10      | 9 декабря 2016           | 9 декабря 2016           |
|       | 4     | 10      | 16 февраля 2018          | 16 февраля 2018          |

## Список серий

### Сезон 1 (2014)
| № общий | № в сезоне | Название                                                   | Режиссёр               | Автор сценария                                  | Дата премьеры   |
| --- | ---------- | ---------------------------------------------------------- | ---------------------- | ----------------------------------------------- | --------------- |
| 1 | 1          | «Pilot» «Пилот»                                            | Пол Вайц               | Алекс Тимберс, Роман Коппола и Джейсон Шварцман | 6 февраля 2014  |
| Происходящее за сценой Нью-йоркского оркестра столь же захватывающе, как и происходящее на сцене. В оркестр приходит новый блестящий, но в высшей степени эксцентричный дирижёр Родриго, а молодая талантливая гобоистка Хейли надеется пройти прослушивание в оркестр. |            |                                                            |                        |                                                 |                 |
| 2 | 2          | «Fifth Chair» «Пятый гобой»                                | Пол Вайц               | Пол Вайц и Джон Штраусс                         | 23 декабря 2014 |
| Маэстро Родриго, впечатлившись страстной игрой Хейли, берёт её в оркестр несмотря на возражения Глории. Старый маэстро Томас пытается преодолеть неприязнь к Родриго, однако сталкивается с ещё большими унижениями. В ночь перед важным для Хейли событием, к ней приходит Алекс, с которым она познакомилась накануне.                                                                                                 |            |                                                            |                        |                                                 |                 |
| 3 | 3          | «Silent Symphony» «Тихая симфония»                         | Барт Фрейндлих         | Марк Стейлен                                    | 23 декабря 2014 |
| Алекс помогает Хейли найти простой способ заработать деньги. После того, как помощница Родриго унижает её, Хейли застаёт врасплох предложение маэстро о работе его ассистенткой. |            |                                                            |                        |                                                 |                 |
| 4 | 4          | «You Have Insulted Tchaikovsky» «Вы оскорбили Чайковского» | Дэйзи фон Шерлер Майер | Дэвид Стерн                                     | 23 декабря 2014 |
| Глория организовывает вечер, чтобы собрать деньги для оркестра; вместо опаздывающего Родриго развлекать публику берётся Томас. Когда Родриго, наконец, к всеобщему восторгу является, Томас больше не может сдерживаться. Однако новый маэстро не наслаждается собой — его преследует мысль, что случится что-то важное.                                                                                                 |            |                                                            |                        |                                                 |                 |
| 5 | 5          | «I'm with the Maestro» «Я с маэстро»                       | Тришиа Брок            | Никки Шефельбейн и Алекс Тимберс                | 23 декабря 2014 |
| Родриго ищет помощи, чтобы избавиться от своей «страшной страсти» — жены Анны-Марии. Синтия проводит время с гобоисткой Бетти. Хейли смотрит выступление Алекса — интимный танец со его соседкой по комнате — её срочно вызывает Родриго, чтобы та удержала его от встречи с женой. |            |                                                            |                        |                                                 |                 |
| 6 | 6          | «The Rehearsal» «Репетиция»                                | Барт Фрейндлих         | Дэвид Стерн и Джон Штраусс                      | 23 декабря 2014 |
| Когда до старта нового сезона остаётся всё меньше времени, Родриго срывается. Его поведение тревожит бизнес-советника оркестра Эдварда, который предупреждает Глорию о последствиях его поведения. Тем временем, маэстро берёт оркестр в неожиданную поездку-репетицию на открытом воздухе. После этого, когда Хейли приезжает домой, она обнаруживает Алекса, который не может понять, почему она ему не перезванивала. |            |                                                            |                        |                                                 |                 |
| 7 | 7          | «You Go to My Head» «Вы идёте в мою голову»                | Роман Коппола          | Адам Брукс и Кейт Герстен                       | 23 декабря 2014 |
| На собрании по сбору средств в поместье. Эдвард предлагает большую сумму, если Родриго сыграет на скрипке. Хейли натыкается на Лиззи и обнаруживает, что её соседка по комнате скрывает своё высокое происхождение, а затем проводит вечер, впечатляя другого аристократа. |            |                                                            |                        |                                                 |                 |
| 8 | 8          | «Mozart with the Bacon» «Моцарт с беконом»                 | Адам Брукс             | Роман Коппола и Джейсон Шварцман                | 23 декабря 2014 |
| Когда Родриго решает, что не хочет, чтобы Виндзор Элиот играл в ночь открытия. Легендарный пианист помогает ему понять, что он хочет на самом деле. Синтия отправляется на поиски Томаса, однако не совсем готова к тому, с чем сталкивается. Хейли дает личный урок гобоя своему богатому новому другу, но сеанс прерывает Лиззи, у которой есть неожиданные новости об ученике.                                        |            |                                                            |                        |                                                 |                 |
| 9 | 9          | «Now, Fortissimo!» «Теперь, фортиссимо!»                   | Дэрил Вейн             | Алекс Тимберс                                   | 23 декабря 2014 |
| Родриго просит Хейли отвести его к Анне Марии, объяснив это тем, что она «делает его живым» — именно то, что ему нужно для открытия сезона. Вернувшись в город, Синтия принимает несколько таблеток для запястья и это заканчивается тем, что она видит своего коллегу в совершенно новом свете. Хейли находит Алекса, чтобы почувствовать себя живой.                                                                   |            |                                                            |                        |                                                 |                 |
| 10 | 10         | «Opening Night» «Премьера»                                 | Пол Вайц               | Пол Вайц                                        | 23 декабря 2014 |
| После сурового вердикта от Бетти Хейли готова отказаться от своей мечты. Но, когда толпа заполняет зал в ночь открытия, Бетти пропадает. Никто в оркестре не готов к тому, что будет дальше. Поскольку их непредсказуемая новая солистка Анна Мария уходит со сцены, Родриго вынужден сделать непростой выбор. |            |                                                            |                        |                                                 |                 |

### Сезон 2 (2015)
| № общий | № в сезоне | Название                                                                                             | Режиссёр         | Автор сценария                     | Дата премьеры   |
| --- | ---------- | --- | ---------------- | ---------------------------------- | --------------- |
| 11 | 1          | «Stern Papa» «Строгий папаша»                                                                        | Пол Вайц         | Пол Вайц                           | 30 декабря 2015 |
| На первый взгляд Родриго в роли нового маэстро — оглушительный успех, однако у дирижёра возникают сомнения. Тем временем Хейли ищет нового ассистента для Родриго, чтобы самой сосредоточиться на должности второй гобоистки. Синтия встречается с новым адвокатом оркестра. |            | |                  |                                    |                 |
| 12 | 2          | «Nothing Resonates Like Rhinoceros Foreskin» «Ничто не резонирует лучше, чем крайняя плоть носорога» | Адам Брукс       | Роман Коппола и Джейсон Шварцман   | 30 декабря 2015 |
| Угроза катастрофы во время живого выступления заставляет Родриго внести некоторые изменения не только в то, как он себя ведёт, но и в поведение своего оркестра. Глория делает Хейли необычное предложение, которое на деле является не таким хорошим, как кажется. |            | |                  |                                    |                 |
| 13 | 3          | «It All Depends on You» «Всё зависит от тебя»                                                        | Адам Брукс       | Стюарт Блумберг                    | 30 декабря 2015 |
| Когда Родриго выселяют из квартиры, ему не требуется много времени, чтобы найти нового соседа по комнате. Хейли и Лиззи помогают Брэдфорду записывать свой подкаст о знаменитом доме музыкантов. Хейли задумывается о своём будущем, когда один из арендаторов рассказывает о некоторых известных выступлениях. Угроза забастовки заставляет некоторых музыкантов сильно нервничать.                  |            | |                  |                                    |                 |
| 14 | 4          | «Touché Maestro, Touché» «Туше, маэстро, туше»                                                       | Джейсон Шварцман | Алекс Тимберс                      | 30 декабря 2015 |
| Гостевой виолончелист Эндрю Уолш (Дермот Малруни) приглашает Хейли посмотреть игру Ланг Ланг и открывает ей мир элиты исполнителей классической музыки. Томас и Родриго оказываются в палатке, расставленной посереди гостиной, и делятся друг с другом самыми сокровенными воспоминаниями и мыслями.                                                                                                 |            | |                  |                                    |                 |
| 15 | 5          | «Regresso Del Rey» «Возвращение короля»                                                              | Роман Коппола    | Адам Брукс                         | 30 декабря 2015 |
| У Хейли оказывается завалена работой во время тура оркестра в Латинской Америке. Когда украденная скрипка угрожает срывом финальному концерту тура перед бывшим маэстро Родриго и потенциальным крупным донором, Родриго должен позвонить старому другу. |            | |                  |                                    |                 |
| 15 | 6          | «How to Make God Laugh» «Как рассмешить Бога»                                                        | Роман Коппола    | Стюарт Блумберг и Адам Брукс       | 30 декабря 2015 |
| Родриго показывает Хейли Мексику, какой она является для него, и ведёт её на выступление юношеского оркестра. Томас и Глория встречаются с Хуаном Луисом Дельгадо, самым богатым человеком Мексики. Синтии наносит визит неожиданный посетитель, а маэстро Ривера, наставник Родриго, просит его выполнить обещание.                                                                                  |            | |                  |                                    |                 |
| 17 | 7          | «Can You Marry a Moon?» «Как можно жениться на Луне?»                                                | Триша Брок       | Дэвид Исерсон                      | 30 декабря 2015 |
| Оркестр празднует 35-летний юбилей Бетти в оркестре с текилой и специальным гостем. Хейли кардинально нарушает правило гастролей: что происходит в дороге, остаётся на дороге. Переговоры оказываются в тупике, а идея забастовки витает в воздухе. У Родриго развивается таинственную болезнь и он должен приспосабливаться к своим чувствам во время съёмок новой видеоигры виртуальной реальности. |            | |                  |                                    |                 |
| 18 | 8          | «Leave Everything Behind» «Оставь всё позади»                                                        | Триша Брок       | Рэйчел Акслер                      | 30 декабря 2015 |
| Томас даёт послушать свою симфонию своей вскорости бывшей жене Клэр, которая умирает во время прослушивания. Похороны напрягают отношения между оркестром и советом. Родриго пытается отпустить нечто из своего прошлого, а Хейли идёт на свидание с членом совета и узнаёт больше, чем предполагала.                                                                                                 |            | |                  |                                    |                 |
| 19 | 9          | «Amusia» «Амузия»                                                                                    | Пол Вайц         | Кейт Герстен и Мэтт Шайр           | 30 декабря 2015 |
| Леннокс, гостевой дирижер, привносит в оркестр раздор. Томас сражается со своими самыми старыми демонами и видит крах его наследия. Родриго делает всё, что в его силах, а Нина и Синтия, тем временем, не согласны с тактикой ведения переговоров. |            | |                  |                                    |                 |
| 20 | 10         | «Home» «Дом»                                                                                         | Пол Вайц         | Пол Вайц, Кейт Герстен и Мэтт Шайр | 30 декабря 2015 |
| Когда напряжение между оркестром и советом неумолимо растёт, Родриго готовится сделать всё, что потребуется. Будущее неопределённо, как никогда до этого. |            | |                  |                                    |                 |

### Сезон 3 (2016)
| № общий | № в сезоне | Название                                                                       | Режиссёр             | Автор сценария          | Дата премьеры  |
| --- | ---------- | ------------------------------------------------------------------------------ | -------------------- | ----------------------- | -------------- |
| 21 | 1          | «La Fiamma» «Ла Фиамма»                                                        | Пол Вайц             | Пол Вайц                | 9 декабря 2016 |
| Родриго отправляется в Венецию на поиски легендарной оперной певицы сопрано Алессандры, известной как «Ла Фиамма», которая ведёт затворнический образ жизни. Хейли также оказывается в Венеции с гастролями ансамбля Эндрю Уолша.                                    |            |                                                                                |                      |                         |                |
| 22 | 2          | «The Modern Piece» «Современное произведение»                                  | Уилл Грэм            | Кейт Герстен            | 9 декабря 2016 |
| Забастовка в Нью-Йорке продолжается. В Венеции Родриго рассказывает Алессандре все подробности оперы о «лонг-айлендской Лолите» Эми Фишер, стрелявшей в жену своего любовника. Алессандра предлагает Хейли стать её костюмером. Глория и Томас начинают встречаться. |            |                                                                                |                      |                         |                |
| 23 | 3          | «My Heart Opens to Your Voice» «Мое сердце открывается на ваш голос»           | Патрисия Розема      | Уилл Грэм               | 9 декабря 2016 |
| Мэр Нью-Йорка (Дэнни Гловер) созывает экстренное заседание, чтобы закончить локаут раз и навсегда. Родриго развлекает Алессандру в Венеции. |            |                                                                                |                      |                         |                |
| 24 | 4          | «Avventura Romantica» «Романтическое приключение»                              | Патрисия Розема      | Сьюзен Койн             | 9 декабря 2016 |
| Всё ещё бастующие музыканты пробираются в запертый Симфонический зал. Алессандра сбегает из-за любви к Родриго. Когда Родриго отправляется на её поиски, то оставляет Хейли замещать его. Глория и Томас прибывают в Венецию.                                        |            |                                                                                |                      |                         |                |
| 25 | 5          | «Now I Will Sing» «А сейчас я буду петь»                                       | Пол Вайц             | Пол Вайц и Питер Моррис | 9 декабря 2016 |
| Родриго выступает дирижёром Алессандры на её большом концерте-возвращении. Пласидо Доминго рассказывает Родриго о печальных новостях относительно его старого учителя в Мексике.                                                                                     |            |                                                                                |                      |                         |                |
| 26 | 6          | «Symphony of Red Tape» «Симфония красной плёнки»                               | Азазель Джейкобс     | Ханна Бос и Пол Турин   | 9 декабря 2016 |
| Родриго и Хейли возвращаются в Нью-Йорк. Родриго предпринимает решительные меры для прекращения локаута. Хейли воссоединяется с Лиззи, которая теперь копирует чешскую женщину-композитора Витезславу Капралова.                                                     |            |                                                                                |                      |                         |                |
| 27 | 7          | «Not Yet Titled» «Без названия»                                                | Роман Коппола        | Роман Коппола           | 9 декабря 2016 |
| Этот эпизод представлен в виде документального фильма Брэдфорда Шарпа, озаглавленного «Без названия», о возвращении Нью-Йоркского симфонического оркестра к выступлениям после окончания локаута.                                                                    |            |                                                                                |                      |                         |                |
| 28 | 8          | «Circles Within Circles» «Круги внутри кругов»                                 | Триша Брок           | Ноэль Вальдивиа         | 9 декабря 2016 |
| Глория знакомит Тома с родителями. Родриго зарабатывает бессонницу. Тем временем Хейли набирает музыкантов для специального ансамбля, а Синтия обнаруживает, что у неё синдром запястного канала.                                                                    |            |                                                                                |                      |                         |                |
| 29 | 9          | «Creative Solutions for Creative Lies» «Креативные решения для креативной лжи» | Гаэль Гарсиа Берналь | Сьюзен Койн и Уилл Грэм | 9 декабря 2016 |
| После того, как Родриго объявляет о новом молодёжном оркестре к ужасу и гневу Глории, он пытается профинансировать его самостоятельно. Хейли дебютирует в качестве дирижёра небольшого оркестра, играющего произведение Томаса.                                      |            |                                                                                |                      |                         |                |
| 30 | 10         | «You're the Best or You F'ing Suck» «Ты либо лучшая, либо худшая»              | Пол Вайц             | Пол Вайц                | 9 декабря 2016 |
| Хейли идёт на прослушивание на место гобоистки Нью-йоркского симфонического, освободившееся после выхода Бетти на пенсию. Глория делает Томасу особый подарок. |            |                                                                                |                      |                         |                |

### Сезон 4 (2018)
30 января 2017 года сериал был продлён на четвёртый сезон, премьера которого состоялась 16 февраля 2018 года.
| № общий | № в сезоне | Название                                                                     | Режиссёр         | Автор сценария                 | Дата премьеры   |
| ------- | ---------- | ---------------------------------------------------------------------------- | ---------------- | ------------------------------ | --------------- |
| 31      | 1          | «The Boyfriend» «Бойфренд»                                                   | Пол Вайц         | Пол Вайц                       | 16 февраля 2018 |
| 32      | 2          | «If I Was An Elf, I Would Tell You» «Если бы я был эльфом, я бы сказал тебе» | Уилл Грэм        | Уилл Грэм                      | 16 февраля 2018 |
| 33      | 3          | «Significant Lover» «Значительный любовник»                                  | Кэт Койро        | Сара Уолкер                    | 16 февраля 2018 |
| 34      | 4          | «An Honest Ghost» «Честный призрак»                                          | Тобиас Датум     | Хэлли Фейффер                  | 16 февраля 2018 |
| 35      | 5          | «The Coach» «Тренер»                                                         | Азазель Джейкобс | Эндрю Пирс Флеминг и Мэтт Крит | 16 февраля 2018 |
| 36      | 6          | «Domo Arigato» «Большое Спасибо»                                             | Пол Вайц         | Пол Вайц и Питер Моррис        | 16 февраля 2018 |
| 37      | 7          | «We're Not Robots» «Мы не роботы»                                            | Азазель Джейкобс | Сьюзэн Койн                    | 16 февраля 2018 |
| 38      | 8          | «Ichi Go Ichi E» «Один раз в жизни»                                          | Роман Коппола    | Сьюзэн Койн                    | 16 февраля 2018 |
| 39      | 9          | «I Want You to Think of Me» «Я хочу, чтобы вы думали обо мне»                | Венди Станцлер   | Сара Уолкер                    | 16 февраля 2018 |
| 40      | 10         | «Dance» «Танец»                                                              | Пол Вайц         | Пол Вайц                       | 16 февраля 2018 |